# Bronisław Borowy
Bronisław Borowy (ur. 18 października 1912 w Zaborówcu, zm. 12 stycznia 1978) – polski rolnik, poseł na Sejm PRL VI kadencji.

## Życiorys
Uczęszczał do czteroletniej szkoły podstawowej w Zaborówcu, a następnie do Technikum Rolniczego w Lesznie, uzyskując wykształcenie średnie. W sierpniu 1939 powołano go do wojska jako podoficera i wcielono do 17 Pułku Ułanów Wielkopolskich. Przeniesiono go w Poznaniu do 7 Pułku Strzelców Konnych Armii „Poznań”. Został ciężko ranny w bitwie nad Bzurą. W 1946 wstąpił do Stronnictwa Ludowego, a w 1949 wraz z nim do Zjednoczonego Stronnictwa Ludowego. Był członkiem Wojewódzkiego Komitetu ZSL w Zielonej Górze i radnym Wojewódzkiej Rady Narodowej. Pełnił funkcję prezesa Ochotniczej Straży Pożarnej w Wijewie. Pełnił także działalność na rzecz spółdzielczości wiejskiej i kółek rolniczych, należał również do Związku Bojowników o Wolność i Demokrację. W latach 1972–1976 pełnił mandat posła na Sejm PRL w okręgu Zielona Góra, zasiadając w Komisji Leśnictwa i Przemysłu Drzewnego. Był administratorem majątków.

## Życie prywatne
Syn Antoniego. Miał ośmioro rodzeństwa (troje z nich zmarło jako małe dzieci). Od 1938 był żonaty z Walentyną z domu Rademacher, z którą miał siedmioro dzieci: Marię, Lucynę, Włodzimierza (zmarł w wieku 2 lat), Urszulę, Janusza, Mariusza i Krzysztofa.

## Odznaczenia
- Złoty Krzyż Zasługi
- Medal za Warszawę 1939–1945 (1975)